# Vliezig drijfhorentje

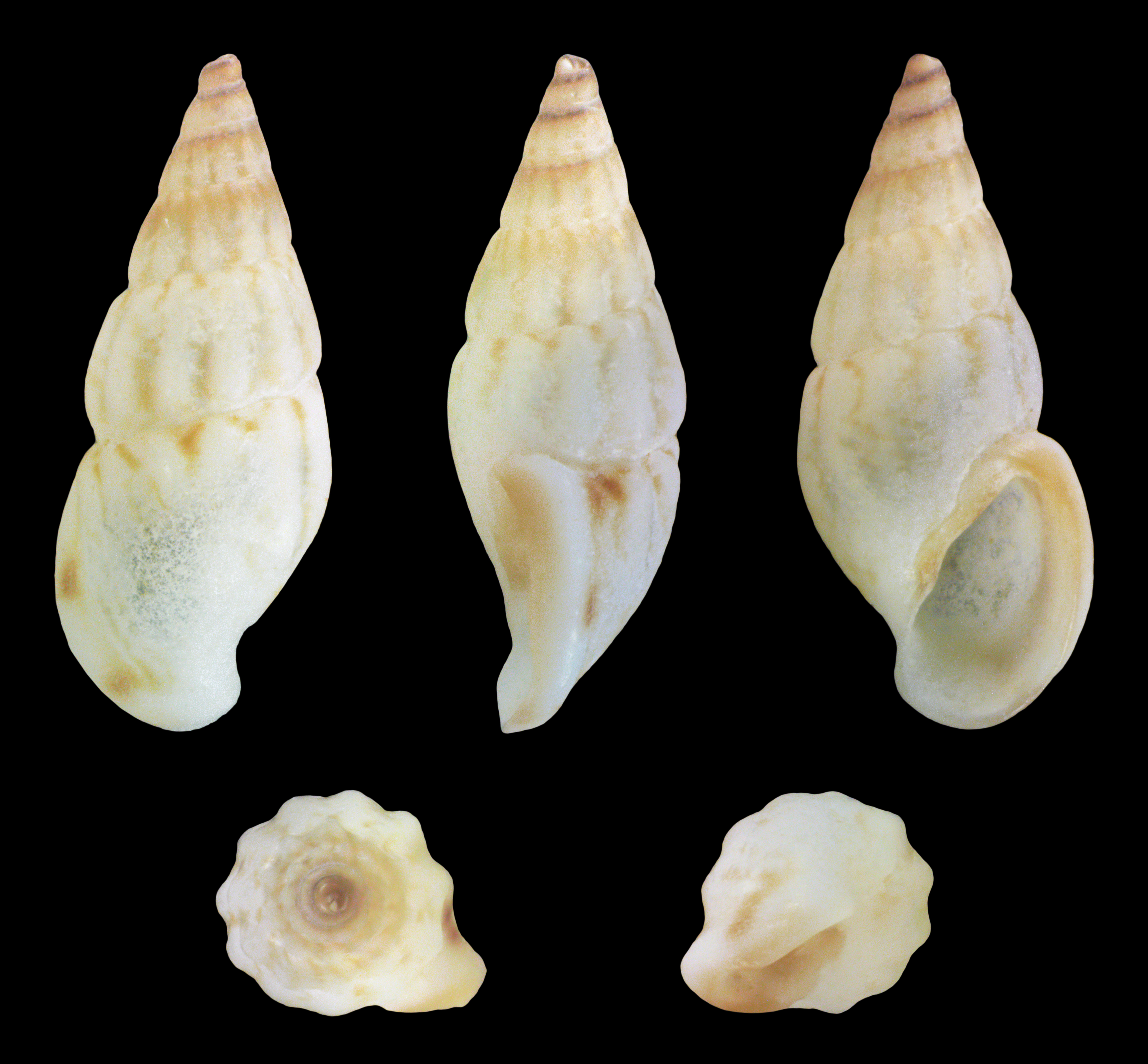
Rissoa membranacea var. labiosa

Het vliezig drijfhorentje (Rissoa membranacea) is een slakkensoort uit de familie van de Rissoidae. De wetenschappelijke naam van de soort is voor het eerst geldig gepubliceerd in 1800 door J. Adams.